# Агукки, Джованни Баттиста
Джованни Баттиста Агукки (итал. Giovanni Battista Agucchi; 20 ноября 1570, Болонья —1632, Мотта-ди-Ливенца, Венето) — итальянский архиепископ, папский дипломат, меценат и теоретик искусства, один из предшественников теории классицизма в изобразительном искусстве.

## Биография
Джованни Баттиста Агукки родился в Болонье, он был сыном Джан Джорджио Агукки и Изабеллы Сега, братом будущего кардинала Джироламо Агукки (1555—1605), «кардиналом-племянником» папы Климента VIII. В 1607 году поселился в Риме, где с 1604 по 1621 год служил мажордомом и секретарём кардинала Пьетро Альдобрандини, после смерти которого с 1621 по 1623 год был государственным секретарём (Segretario dei Brevi) папы Григория XV Людовизи, архиепископом Амасии и с 1623 года апостольским нунцием Венецианской республики до своей смерти в Мотта-ди-Ливенца (или в Castello San Salvatore, Тревизо) в 1632 году. Долгое время историки путали биографические сведения о Джованни Баттисте с историей и событиями жизни его брата Джироламо Агукки (в том числе о поездках во Флоренцию и Францию для переговоров по Лионскому договору 1601 г. и женитьбе Генриха IV Французского, затем в 1604 году в Равенну).
Агукки был другом и корреспондентом Галилео Галилея (1611—1613), дружил с Федерико Чези, основателем научной Академии деи Линчеи («Академии рысьеглазых») в Риме. Он писал об основании и истории города Болоньи. Он также написал на латыни трактат о кометах, другой о метеорах и спутниках Юпитера, несколько писем на итальянском о морали, искусстве и различных других предметах; но ни одна из этих работ не была опубликована.
Агукки был близким другом и советчиком художника Аннибале Карраччи, покровителем болонского живописца Доменикино в Риме. Он выступал против маньеризма в живописи за верность и точность в «передаче природы». Самая важная работа Джованни Баттисты Агукки — это краткий «Трактат о живописи» (Trattato della pittura) в качестве введения в коллекцию гравюр, взятых с рисунков Аннибале Карраччи. Сочинение было издано в Риме в 1646 году после смерти Джованни Баттисты под редакцией его бывшего секретаря и помощника Джованни Антонио Массани под названием «Восемьдесят различных фигур» (Diverse figure al numero di ottanta; хранится в библиотеке Болонского университета). Трактат Агукки содержит его размышления об искусстве и является существенным вкладом в доктрину классического идеализма. Агукки развивал в нём классицистическую теорию красоты (idea della bellezza), предвосхищая многие идеи Джованни Пьетро Беллори.
Агукки считал античных скульпторов, Рафаэля и Микеланджело образцовыми художниками, которые «наблюдали природу», но выбирали и идеализировали то, что изображали. Он осуждал маньеристов за «фантазии» и, в частности, утверждал, что Аннибале Карраччи спас искусство от его искусственности, вернувшись к изображению улучшенной природы, как это делали «древние». Он также восхищался тем, что Карраччи писал фрески легко и быстро, почти не пользуясь предварительным рисунком. Натурализм Караваджо и его последователей вызывал у него сожаление.
Среди его литературных произведений также известен экфрасис «Описание Спящей Венеры Аннибале Карраччи» (Descrizione della Venere dormiente di Annibale Carrazzi), картины Аннибале Карраччи (Музей Конде в Шантийи). Текст создан около 1603 года, но не публиковался до 1678 года, когда был полностью приведён Карло Чезаре Мальвазиа в его сочинении «Фельсина-художница: Жизнеописания болонских живописцев» (Lа Felsina Pittrice: Vite e ritratti de’ pittori Bolognesi, 1677—1678).
Аббат Луиджи Ланци в «Истории живописи в Италии от Возрождения до конца XVIII века» (Storia pittorica della Italia. Dal risorgimento delle belle arti fin presso al fine del XVIII, 1795—1796) указывает на Агукки как на создателя иконологии росписей Галереи Фарнезе Аннибале Карраччи, — гипотеза, которую разделяют некоторые современные исследователи.